# Zellteilungsprotein FtsZ
FtsZ ist ein in Bakterien, manchen Archaeen und in den Chloroplasten von Pflanzen vorkommendes Protein, das als Strukturprotein bei der Zellteilung eine Rolle spielt. Es gilt als ein prokaryotisches Homolog des eukaryotischen Tubulins. FtsZ wird durch das gleichnamige Gen ftsZ kodiert.
Der Name FtsZ leitet sich von der Abkürzung für „Filamenting temperature-sensitive mutant Z“ ab; diese Mutanten von Escherichia coli wachsen als Folge eines Funktionsverlustes des ftsZ-Gens und der damit einhergehenden Unfähigkeit zur Zellteilung filamentös in die Länge.
Obwohl das Gen bereits 1950 von Y. Hirota et al. im Rahmen ihrer Untersuchungen an teilungsgestörten E. coli-Mutanten entdeckt wurde, wurde das FtsZ-Protein erst später als erster Vertreter des prokaryotischen  Zytoskelettes beschrieben. 1991 postulierten Erfei Bi und Joseph Lutkenhaus die Beteiligung von FtsZ an der Bildung des so genannten Z-Rings. Indem FtsZ einen Ring an der zukünftigen Position der Scheidewand bildet, zu welchem später weitere, teilungsrelevante Proteine rekrutiert werden, leitet es den bakteriellen Teilungsvorgang ein. FtsZ bindet FtsA.
1998 wurden durch Ralf Reski et al. in  Physcomitrella patens die ersten eukaryotischen FtsZ-Proteine entdeckt. Diese Proteine spielen eine Rolle bei der Plastidenteilung; sie werden im Zellkern kodiert und weisen spezifische Signalsequenzen für den Import in Chloroplasten auf.
2022 wurden durch Akıl et al per Metagenom-Analysen aus dem Sediment einer heißen Quelle („Unteres Culex-Becken“, engl. Lower Culex Basin) im Yellowstone-Nationalpark (USA) die Odinarchaeota-Kandidatenspezies LCB_4 identifiziert, die vorhergesagt neben zwei FtsZ-Proteinen ein weiteres, OdinTubulin genanntes Protein, kodiert. Dieses zeigt Homologie sowohl zu eukaryotischen Tubulinen, als auch (weniger stark) zu Ftsz-Proteinen und wird daher von den Autoren als eine Übergangsform angesehen.
Allgemein sind die Proteine FtsA, FtsZ und ZipA – sie vermitteln die Membraneinschnürung (englisch Membraneinschnürung) während der bakteriellen Zytokinese vermitteln, mit den eukaryotischen Proteinen Tubulin, Aktin und MAP-Tau homolog.